# Meise (Belgien)
Meise ist eine belgische Gemeinde in der Provinz Flämisch-Brabant mit 20.299 Einwohnern (Stand: 1. Januar 2024). Sie hat eine Fläche von 34,82 km² und eine Bevölkerungsdichte von 583 Einwohnern pro km².
Die Gemeinde besteht aus der Stadt Meise und dem Ort Wolvertem.

## Lage
Meise liegt nördlich von Brüssel, in der Nähe von Wemmel und Strombeek. Hauptsehenswürdigkeit ist der Botanische Garten Meise.
In der ländlichen Brüsseler Vorortgemeinde wohnen mehrere bekannte Belgier, darunter die Radfahrlegende Eddy Merckx, der Fernsehmeteorologe Frank Deboosere, der Sänger Kris Wouters und die Fernsehmoderatorin Leen Demaré.
In der Nähe des Ortsteils Wolvertem befand sich eine Sendeanlage des belgischen Rundfunks. Am 31. Dezember 2011 wurde auch die letzte Frequenz 927 kHz abgeschaltet und alle vier Sendemasten am 26. Juni 2017 gesprengt.

## Persönlichkeiten
- Charlotte von Belgien (1840–1927), Kaiserin von Mexiko; lebte und starb auf Schloss Bouchout
- Emiel Van Cauter (1931–1975), Radrennfahrer; geboren in Meusegem
- Nicole Van Den Broeck (1946–2017), Radsportlerin und Weltmeisterin
- Noah Vandenbranden (* 2002), Radsportler

## Weblinks

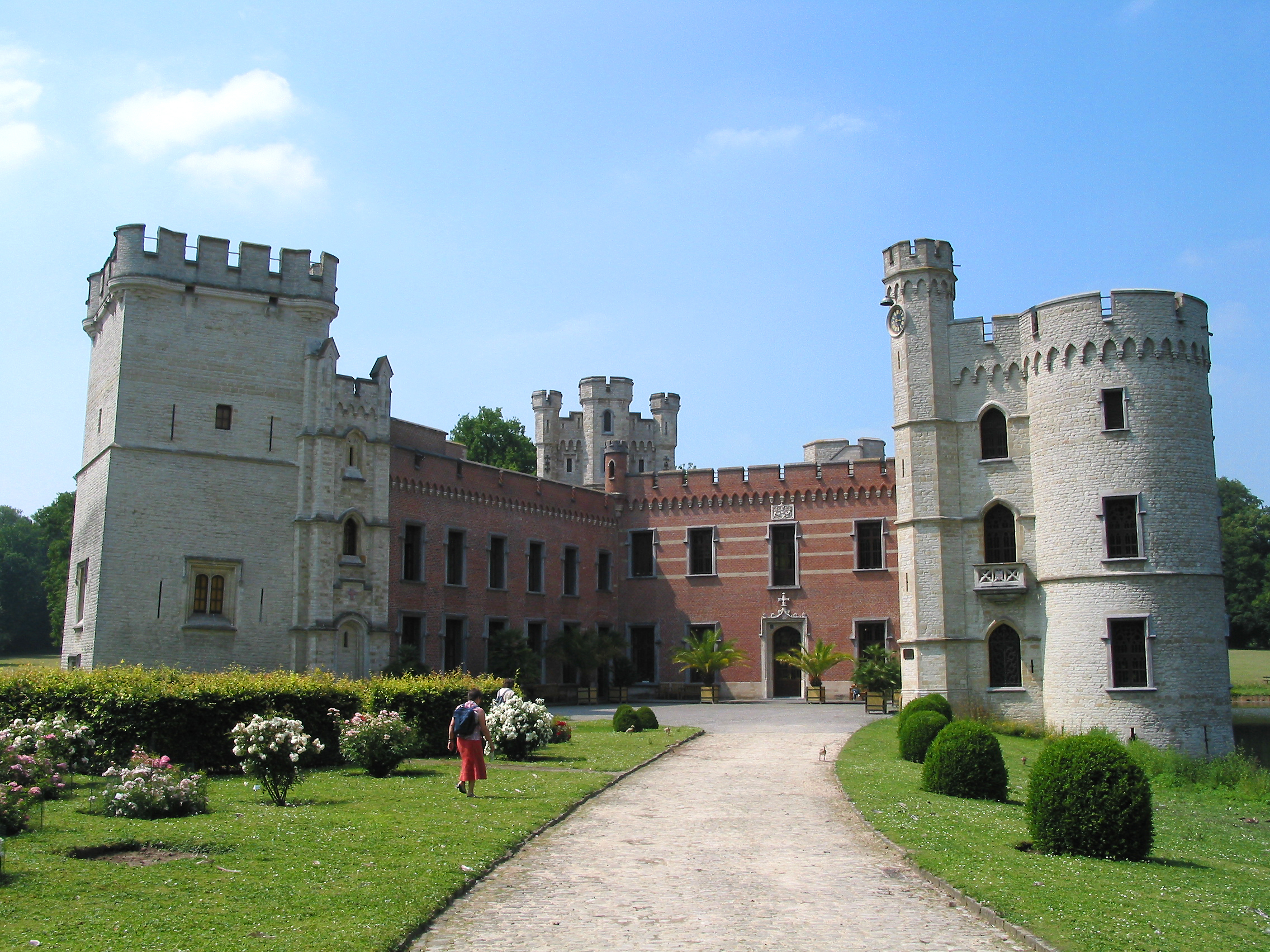
Schloss von Bouchout

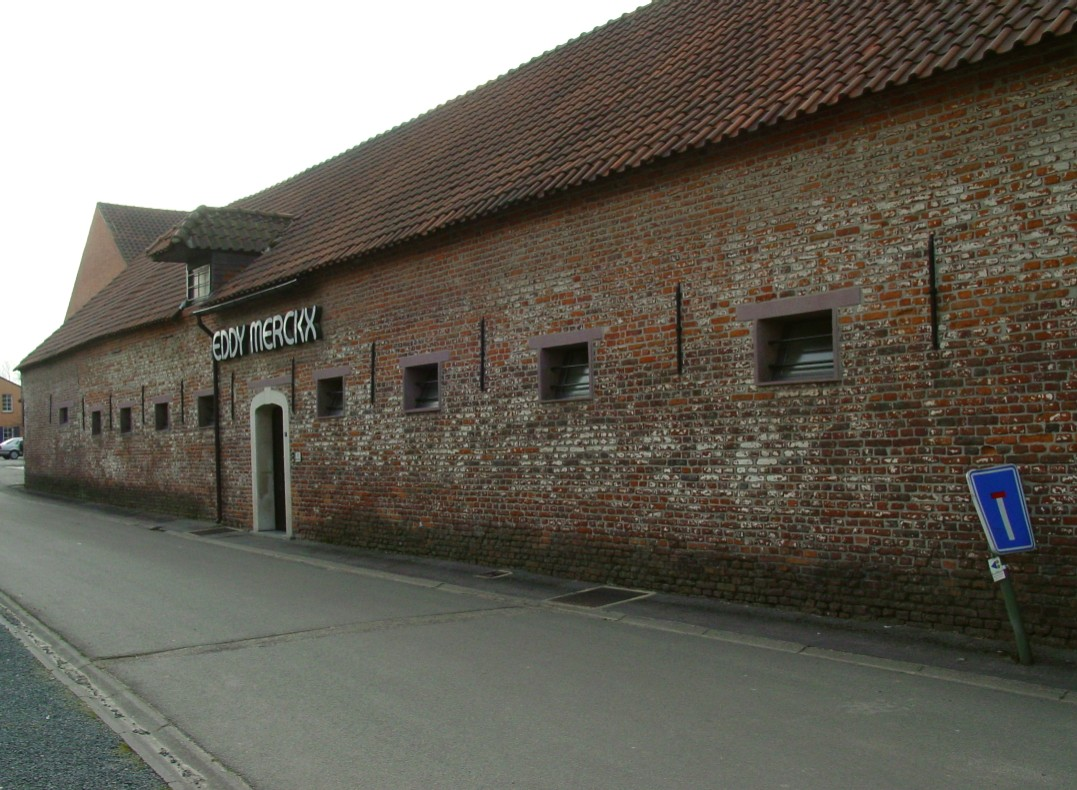
Die Eddy-Merckx-Fahrradfabrik in Meise

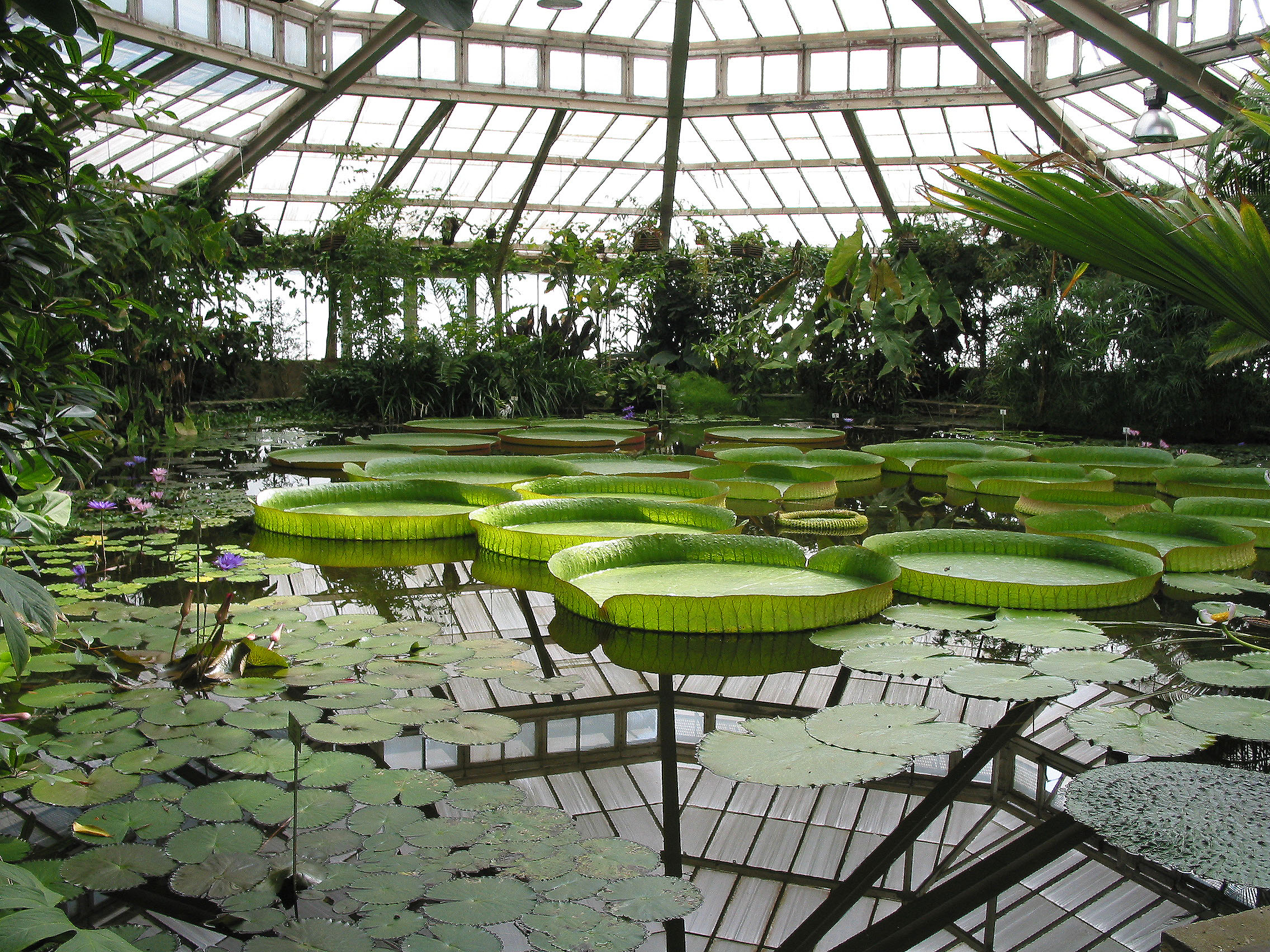
Botanischer Garten Nationale Plantentuin van België